# Toyota Camry
Toyota Camry – samochód klasy średniej wyższej, produkowany przez koncern Toyota od 1982 roku. Ze względu na niewysoką cenę zdobył dużą popularność w Ameryce Północnej i Australii, gdzie zdecydowano się na jego produkcję. Na obu tych kontynentach jest pozycjonowany w klasie średniej i kosztuje mniej więcej tyle co Avensis w Europie. Toyota Camry powstała wskutek podziału linii modelowej klasy średniej na „europejską” (modele Carina i Avensis) oraz „amerykańską” – model Camry. Ze względu na wysokie ceny paliw masowy rynek europejski preferuje mniejsze samochody mimo oferowania modelu Camry, to nieporównywalnie model Avensis (a wcześniej Carina) lepiej się sprzedaje niż Camry. W Polsce największą popularnością cieszył się model trzeciej generacji (XV10) produkowany w latach 1992–1996, ze względu na korzystne regulacje celno-podatkowe z początku lat 90.
Toyota Camry jest najpopularniejszym samochodem osobowym w USA (z wyłączeniem SUV-ów i pick-upów) od 1997 roku (z jednym rokiem przerwy w 2001 roku, kiedy sedana Toyoty jednorazowo wyprzedziła Honda Accord).
W 2017 roku zaprezentowano ósmą generację modelu Camry, w Europie oferowanym wyłącznie z napędem hybrydowym o pojemności 2,5 l.
Nazwa Camry wywodzi się od japońskiego słowa kanmuri (korona).

## Celica Camry (A40/A50; 1979–1982)
Nazwa „Camry” po raz pierwszy pojawiła się jako Celica Camry. Była to wersja sedan Celiki, choć konstrukcyjnie miała wiele wspólnego z Cariną (płyta podłogowa, główne podzespoły). W stosunku do Cariny Celica Camry była dłuższa i stylistycznie została uspójniona z Celicą XX/Suprą (A40). Celica Camry nie jest pierwszą generacją Camry, lecz jej poprzedniczką.
Celica Camry zadebiutowała w styczniu 1980 roku w sieci dealerskiej Toyota Corolla Store w Japonii. Produkcja rozpoczęła się w grudniu 1979 roku w fabryce Tsutsumi w prefekturze Aichi.
Samochód miał napęd na tylne koła, umieszczony z przodu silnik i zawieszenie typu four-link. Gama 4-cylindrowych silników obejmowała silnik 1.6 12T-U (TA41) i 1.8 13T-U (TA46). Wersje wyposażenia: 1600 LT, 1600 XT, 1800 LT, 1800 XT i 1800 XT Super Edition. W sierpniu 1980 roku Toyota wprowadziła na rynek najwyższą wersję wyposażenia (A50) z niezależnym zawieszeniem czterech kół i hamulcami tarczowymi przy czterech kołach. Wersja 1800 SX otrzymała silnik 1.8 3T-EU. Pojawiła się także wersje z silnikami 2.0 – wersja 2000 SE z silnikiem 2.0 21R-U i wersja 2000 GT z silnikiem 2.0 18R-GEU.

## Camry 1. generacji (V10; 1982–1986)
Toyota zaczęła produkcję Camry pierwszej generacji w marcu 1982 roku w fabryce Tsutsumi. Model V10 z benzynowymi silnikami serii S był oznaczany jako SV10, SV11 i SV12, a z silnikami Diesla z serii C jako CV10 i CV11.
W Japonii samochód wszedł do sprzedaży jako sedan 24 marca 1982 roku do sieci dealerskiej Toyota Corolla Store. Jednocześnie bliźniaczy model Toyota Vista trafił do sieci dealerskiej Toyota Vista Store. Pięciodrzwiowa Vista z nadwoziem liftback weszła do sprzedaży w sierpniu 1982. Model został umieszczony wyżej w hierarchii Toyoty od Cariny i Corony, które miały podobne wymiary. Camry trafiła na eksport do Australii, Europy i Ameryki Północnej.
Prace rozwojowe nad Camry pierwszej generacji zaczęły się w sierpniu 1977 roku. Miał na nie wpływ kryzys paliwowy z 1973 roku oraz z 1979 roku. Toyota, jak inni producenci, skupiła się na tym, by samochód był lekki, bardziej aerodynamiczny i zużywał mało paliwa. Jedną z konsekwencji było także przestawienie się z tylnego napędu na lżejszy i bardziej kompaktowy przedni napęd, który także przynosił oszczędność paliwa. Na zagranicznych rynkach Camry miała zastąpić Coronę T130 i konkurować z sedanem Honda Accord.
Camry V10 była pierwszą Toyotą z przednim napędem i poprzecznie zamontowanym silnikiem. To pozwoliło zmniejszyć objętość komory silnika, co przy rozstawie osi 2600 mm zapewniło Camry dużą przestronność w klasie. Zbiornik paliwa trafił pod tylne siedzenia, zwiększając pojemność bagażnika. Kanciaste nadwozie zostało zaprojektowane z użyciem tunelu powietrznego, co zaowocowało płaskim dachem i jednoczęściowym zderzakiem ukształtowanym w taki sposób, by odpowiednio kierować przepływem powietrza. Współczynnik oporu powietrza wynosił CX 0,38 dla sedana i 0,36 dla liftbacka.
Camry otrzymała niezależne zawieszenie z kolumnami MacPhersona z przodu i z tyłu oraz ze stabilizatorem i drążkiem rozporowym z przodu. Układ kierowniczy typu rack and pinion, hamulce z wentylowanymi tarczami z przodu i hamulce bębnowe z tyłu. Innowacją był czujnik wykrywający zużycie klocków hamulcowych.

### Camry V10 w Japonii
Silniki serii S i C zostały dostosowane do nowego layoutu. Początkowo Camry V10 otrzymała silnik o pojemności 1.8 i symbolu 1S-LU o mocy 100 KM (74 kW) i manualną skrzynię o 5 biegach S50. Od lipca 1982 roku była dostępna 4-biegowa automatyczna skrzynia.
W sierpniu 1982 dołączył silnik 2S-ELU o pojemności 2.0 i mocy 120 KM (88 kW), udoskonalona 5-biegowa skrzynia manualna S51 i 4-biegowa automatyczna.
W sierpniu 1983 dołączył 1,8-litrowy turbodiesel 1C-TL o mocy 80 KM (59 kW) wyłącznie dla japońskiej sieci dealerskiej Toyota Diesel Store.
W czerwcu 1984 pojawił się 2,0-litrowy silnik twin-cam 3S-GELU dla wyższych wersji wyposażenia, który dostarczał moc 140 KM (103 kW) lub 160 KM (118 kW). Dla niższych wersji wyposażenia przeznaczono silnik 1S-iLU 1.8 o mocy 85 KM (63 kW).
W sierpniu 1985 dotychczasowy turbodiesel został zastąpiony jednostką 2C-TL 2.0 o mocy 88 KM (65 kW).
W czerwcu 1984 roku Camry przeszła facelifting, otrzymując nowy grill, zderzaki, tylne lampy, tablicę wskaźników i zmiany w wersjach wyposażenia. Lusterka boczne zostały przeniesione z błotników na przednie drzwi w maju 1983 roku.

### Camry V10 w USA
W latach 1970–1980 zwrot ku mniejszym samochodom spowodowany kryzysem paliwowym podwoił udział japońskich samochodów w rynku w Stanach Zjednoczonych z 10 do 20 procent. To spowodowało napięcia między oboma krajami. Toyota zaczęła sprawdzać możliwości zbudowania fabryk w USA, po tym, jak w styczniu i kwietniu 1980 podobne inwestycje ogłosiły Honda i Nissan. W maju 1980 Toyota podjęła rozmowy z Fordem w sprawie założenia spółki joint venture, mającej produkować samochód kompaktowy. Toyota chciała, żeby Ford produkował w swojej fabryce model Camry, sprzedawany pod obiema markami, ale Ford nie był zainteresowany, bo Camry konkurowałaby z Fordem Tempo, który właśnie był w trakcie prac rozwojowych. Negocjacje zakończyły się bez efektów w czerwcu 1981 roku. W 1984 roku założyła spółkę joint venture z General Motors, dzięki której powstała fabryka NUMMI w Kalifornii produkująca Corollę. Potem, w 1988 roku Toyota wybudowała własną fabrykę w Georgetown, Kentucky, gdzie rozpoczęła produkcję nowej generacji Camry.
Sprzedaż Camry V10 w USA zaczęła się w marcu 1983 po rozpoczęciu eksportu w styczniu. Do 1985 roku sprzedało się 128 000 egzemplarzy. Lampy scalone wprowadzono do amerykańskiego modelu dla roczników 1983 i 1984. Do wyboru było nadwozie sedan i liftback z benzynowym silnikiem 2.0 2S-ELC o mocy 69 kW i 5-stopniową skrzynią manualną lub za dopłatą 4-stopniowym automatem. Opcjonalnie był dostępny turbodiesel 1.8 1C-TLC o mocy 54 kW. W 1985 roku auto przeszło facelifting. Silnik Diesla otrzymał opcjonalną automatyczną skrzynię, a w wyższej wersji wyposażenia LE pojawiła się opcjonalna elektroniczna tablica przyrządów. Dla rocznika 1986 dotychczasowy turbodiesel został zastąpiony jednostką 2C-TLC 2.0 o mocy 59 kW wyłącznie z automatyczną skrzynią, a silnik benzynowy zwiększył moc o 2 kW.

### Camry V10 w Europie
W Europie i Wielkiej Brytanii Camry zadebiutowało w połowie 1984 roku jako sedan i liftback. Dostępne były trzy wersje wyposażenia – DX z benzynowym silnikiem 1.8 1S-L, GLi z benzynowym silnikiem 2.0 2S-EL oraz GLD, na początku z turbodieslem 1.8 1C-TL, a potem 2.0 2C-TL.

### Camry V10 w Australii
W Australii Camry była dostępna jako liftback ze stylistyką Visty, tylko w jednej wersji wyposażenia GLi, z benzynowym silnikiem 2.0 2S-EL o mocy 77 kW i manualną (5 biegów) lub automatyczną (4 biegi) skrzynią. Sprzedaż trwała od kwietnia 1983 do kwietnia 1987. Była to bardziej luksusowa alternatywa dla produkowanej na miejscu Corony T140. Opcjonalne wyposażenie obejmowało wspomaganie kierownicy, klimatyzację, elektrycznie otwierany szyberdach, elektryczne szyby i wyższej klasy system stereo. W sierpniu 1984 pojawił się model po faceliftingu z lepszym wyposażeniem standardowym, a na początku 1986 roku silnik benzynowy został dostosowany do benzyny bezołowiowej i zyskał 2 kW.

## Camry 2. generacji (V20; 1986–1991/92)
Camry V20 trafiła do sprzedaży w Japonii w sierpniu 1986 roku. W Japonii i USA była produkowana do sierpnia 1991 roku, a w Australii do listopada 1992 roku.
Model V20 również otrzymał bliźniaczy model Vista sprzedawany w Japonii, gdzie oba modele były dostępne z nadwoziem sedan, a na zagranicznych rynkach gama Camry została po raz pierwszy poszerzona o kombi. Vista była dostępna także jako czterodrzwiowy hardtop, o bardziej sportowej sylwetce dzięki obniżeniu linii dachu o 25 mm. Ta odmiana stała się potem podstawą dla Lexusa ES 250 produkowanego na amerykański rynek od czerwca 1989 do 1991 roku.
W okresie, kiedy opracowywana była Camry 2. generacji, Toyota zaczęła poświęcać więcej uwagi detalom i wykończeniu przy umiarkowanych kosztach, co zaowocowało wyższej jakości wykonania i materiałów. Stylistyka była mniej kanciasta niż w V10, a projektanci odeszli od japońskiej stylistyki na rzecz amerykańskiej – bardziej zaokrąglonej i aerodynamicznej. Współczynnik Cx dla sedana wynosił 0,34. Rozstaw osi pozostał taki sam, a długość wzrosła o 100 mm.
Platforma i większość komponentów pozostały te same, w tym niezależne zawieszenie wszystkich kół i stabilizatory poprzeczne z przodu i z tyłu oraz hamulce (wentylowane tarcze z przodu oraz hamulce bębnowe z tyłu, w niektórych wersjach zastąpione hamulcami tarczowymi). Kombi otrzymało układ hamulcowy zwiększający siłę hamowania przy większym obciążeniu. Koła w podstawowej wersji zwiększono z 13 do 14 cali.
Wszystkie silniki otrzymały wtrysk paliwa. Podstawowy silnik to 4-cylindrowa jednostka benzynowa 1.8 1S-i. Mocniejsze opcje to nowy 3S-FE oraz silnik GT 2.0 twin-cam o symbolu 3S-GE. Turbodiesel 2C-T miał pojemność 2.0 l. Silniki były parowane ze skrzynią manualną (5 biegów) lub automatem (4 biegi).
W kwietniu 1987 pojawiły się sztandarowe sedany Camry Prominent i Prominent G z 2.0-litrowym silnikiem V6 1VZ-FE V6, chromowanym grillem, zderzakami w amerykańskim stylu, drewnianymi zdobieniami wnętrza, elektrycznie sterowanymi fotelami i elektroniczną tablicą przyrządów. Stały napęd na 4 koła był dostępny od października 1987 roku. Camry Prominent z nadwoziem hardtop wszedł na rynek w sierpniu 1988. W tym samym miesiącu benzynowy silnik 1.8 został zastąpiony przez silnik twin-cam 4S-Fi.
Edycje specjalne Camry obejmowały: sedana Lumière S (styczeń 1989), Prominent X hardtop (maj 1989), sedana Lumière G (czerwiec 1989), i sedana XT Saloon Special (styczeń 1990).
W Australii obok Toyoty Camry był sprzedawany także bliźniaczy model Holden Apollo, oparty na Camry V20 po faceliftingu. W sprzedaży od sierpnia 1989 do marca 1993 roku.

### Camry V20 w Polsce
W drugiej połowie 1987 roku do Polski trafił model Camry XLD (VX20) z 2-litrowym turbodieslem 2C-T o mocy 84 KM. Najpierw dostępny był tylko sedan, a od końca lat 80. także kombi. Samochód o długości 4,5 metra. Nowością na polskim rynku było wspomaganie kierownicy należące do standardowego wyposażenia.
W styczniu 1989 roku władze PRL zakończyły reglamentację benzyny, co spowodowało, że już w następnym roku oferta Camry rozszerzyła się o wersje benzynowe o pojemnościach od 1,6 do 2,0 litrów.
W 1991 roku powstała firma Toyota Motor Poland. W ofercie nowego przedstawicielstwa marki znalazły się m.in. Camry. Sztandarowym modelem była wówczas Camry z silnikiem V6 3.0.

## Camry 4. generacji (XV20 1996-2001)
Model czwartej generacji został wprowadzony na rynek w różnych okresach na całym świecie, oczywiście po raz pierwszy w Japonii. Camry był już znany ze swojej niezawodności w poprzednich modelach, również oferował wygodne, obszerne i ciche wnętrze. Auto podobnie jak w latach wcześniejszych nie oferowało emocjonującej jazdy i nie było to jego przeznaczeniem, było jednak niezawodne, rodzinne i przewidywalne. Odświeżona Camry została wyposażona w zupełnie nowe nadwozie i wnętrze, a także ulepszone funkcje bezpieczeństwa. Samochód był nieco większy i mocniejszy niż jego poprzednik. Wersje coupe została wycofana z oferty (zastąpiona została modelem Solara) a Camry w wersji kombi było dostępne tylko w Japonii i Australii kolejno jako modele Mark II Qualis i jako model Conquest. Wersja ta na większość rynków świata był dostępna tylko w wersji sedan i w trzech dostępnych poziomach wyposażenia. Poziom podstawowy nazywał się CE, pozostałe dwa bogatsze poziomy wyposażenia to LE i najwyższy model XLE dostępny także jako Gold Edition. Camry III i IV generacji uchodzą za najlepsze w całej historii modelu Camry, legendarna trwałość tych modeli do dziś ma swoje uzasadnienie w poruszających się po drogach USA autach.
Podstawową jednostką napędową pojazdu był silnik benzynowy o pojemności 2.2 l i mocy (131 KM) (96 kW) w wersji GL, później moc ta wzrosła do (140 KM) (103 kW). Innym mocniejszym i jedwabiście pracującym silnikiem bardziej pasującym do charakteru Camry była podobnie jak w poprzedniku jednostka o 3 litrach 24 zaworach i mocy (190 KM) (140 kW), silnik widlasty, mimo że był większy niż rzędowy uzyskał wagę 158 kg, w sierpniu 1999 roku moc tę obniżono do (186 KM) (137 kW) ze względu na przepisy dotyczące spalin, w tym samym roku dodano także system VVT-i do modelu V6. Później wraz z liftingiem nadwozia w tym modelu od kwietnia 2000 roku wszystkie wersje V6 były wyposażone w ten stłumiony 184-konny motor. Również w sierpniu tego samego roku na nowy rok modelowy 2000, zostały dodane zmienne fazy rozrządu VVT-i do 2,2-litrowego silnika 5S-FE.
Auto dostępne było jako przednionapędowe lub rzadziej jako czteronapędowe na niektórych rynkach (oferowana tylko 4 biegowa skrzynia automatyczna) i zawsze występowało z poprzecznie umiejscowionym silnikiem. Zarówno 5 biegowe skrzynie manualne, jak i 4 biegowe automaty były dostępne na rynku północnoamerykańskim z 4 i 6 cylindrami, z tym, że na rynek europejski były tylko dwa modele sprzedawane oficjalnie w sieci dealerskiej – pierwszy z nich widniał jako podstawowy modele GL (2.2i) a drugi jako GX (3.0i) jako wersja bardziej luksusowa z 3 litrowym silnikiem i była dostępna tylko ze skrzynią automatyczną na starym kontynencie. Wersja GX charakteryzowała się dużo lepszym wyposażeniem wnętrza i chromowanymi wstawkami (np. na listwach) na zewnątrz nadwozia. Wersje amerykańskie z 5 biegową manualną skrzynią biegów można było kupić tylko w wersjach oznaczonych jako CE V6 i LE V6 – były to wersje co prawda z silnikiem V6, lecz z uboższym wyposażeniem. Wersja XLE lub XLE Gold to najbogatsze wersje wyposażeniowe i silnikowe na rynek USA w (zawsze silnik V6) tej generacji Camry. Wersje V6 jeśli były wyposażone w manualną skrzynie biegów to posiadały inne skrzynię niż wersje 4 cylindrowe. W miejsce skrzyń Toyota S (S51) stosowano skrzynię Toyota E transmission (E153).
W przednim zawieszeniu zastosowano niezależne zawieszenie McPhersona i stabilizator, w tylnym zawieszeniu zaś zawieszenie niezależne, na podwójnych wahaczach, z amortyzatorami i ze stabilizatorem poprzecznym, w przednim układzie hamulcowym znajdziemy tarcze, a w tylnym tarczo-bębny.
Blachy nadwozia i karoseryjne w Toyota Camry dość dobrze zabezpieczono przed korozją, ale z racji wieku lub głównie w autach intensywnie wyeksploatowanych, z dużymi przebiegami i często też nie fachowo naprawionymi po kolizjach drogowych lub wypadkach, w tych egzemplarzach dostrzec można właśnie wykwity rdzy. Podwozie w autach niezabezpieczonych lub użytkowanych w ciężkich warunkach drogowych (sól, deszcz) też często nie jest miłym widokiem dla oczu.
Toyota oferowała także atrakcyjne formy gwarancji na swoje produkty w końcu lat 90 co symbolizowało jakość i bezawaryjność tego modelu. Certyfikowane korzyści z programu używanych modeli Camry marki Toyota zawierały:
Maksymalny wiek auta 7 lat lub mniej niż 136 000 km
W podstawowych warunkach gwarancji uwzględniono:
12 miesięcy lub przebieg 32 000 km
Gwarancja na układ napędowy 7 lat lub 160 000 km
Wersje Camry wyprodukowane w Japonii lub w USA można rozróżnić najłatwiej po numerze VIN pojazdu. Wersje wyprodukowane w Japonii na rynek europejski mają numer VIN zaczynający się od „JT2”, modele wyprodukowane w USA są oznaczone numerem VIN zaczynającym się od „4T1”.

### Camry V6 TRD
O bardziej sportowe tchnienie w Camry zadbała firma Toyota Racing Development, która na początku 1997 roku zaoferowała opcjonalny zestaw (kit) doładowania o nazwie TRD Supercharged do modeli Camry V6 z lat 1997–2000, Sienna z lat 1998–2000 i modelu Solara z lat 1999–2000. Zestaw doładowania TRD, został zaprojektowany i wyprodukowany przez Magnuson Products z podstawowego doładowania Eaton M62 Generation IV. Nr. części: 00646-17620-301 do 00646-17620-315. Zestaw ten był dostępny tylko dla wcześniejszego silnika 1MZ-FE przed modernizacjami. Przy oryginalnym rozmiarze koła napędowego wytwarzał on 0.3 bar w silniku o pojemności 3,0 litra, ale wymagał około 35 KM, aby go napędzać. Temperatura na wylocie (wylocie sprężarki) wzrasta o 10–15 °C powyżej temperatury na wlocie. Wersje to osiągały od (240 KM) (177 kW) do (250 KM) (184 kW). Często właściciele podwyższali moc w tych wersjach, jeśli przełożenie zostało zwiększone do 2,5:1 (doładowanie 15 000 obr./min a silnik 6000 obr./min) to było możliwe wytworzenie 0.7 bara, te przerobione wersje kompresora wytwarzały znacznie więcej niż 260 KM mocy maksymalnej, lecz cierpiała na tym niezawodność. Jednostka TRD miała tendencję do pracy na kole pasowym na niskim doładowaniu. Problem jest tak samo poważny w przypadku innych ładowarek, zapasowy układ paliwowy silników 1MZ-FE w teorii i na papierze może obsługiwać jednostkę, ale w praktyce po prostu nie może. W tym miejscu dochodzi do podstawowych problemów związanych z tą jednostką. Problemy związane z silnikiem nie były do tej pory szeroko zgłaszane ze względu na niską podaż tego ulepszenia w silnikach 3.0l – ale to nie usuwa dużego problemu, jaki mają zwykle właściciele ze swoimi autami. Pomysł TRD w Camry nie był udany tak jak zakładano, do tego stopnia, że Toyota wycofała się z produkcji tego rozwiązania dwukrotnie. Produkcja wersji Camry TRD z kompresorem została przerwane w końcu 1999 roku i obecnie trudno znaleźć używane wersje na rynku wtórnym, same używane zestawy z kompresorem są poszukiwane i jednak dość drogie, a zarazem trzymają swoją cenę na najbardziej popularnych portalach amerykańskich.
Auta z kompresorem miały moc wyjściową, która wynosiła od 245 KM do 247 KM (180 kW do 182 kW) w zależności od modelu i osiągały 328 Nm momentu obrotowego przy 4400 obr./min. Dzięki kompresorowi i ponad 60 KM więcej niż rozwija seryjna jednostka – stonowana Camry zyskała sporą dynamikę na dolnych partiach momentu obrotowego, który w seryjnym silniku V6 występuje przy 4000 obrotów.

### Problemy z silnikami
Przypadłości, które trapią wszystkie silniki występujące w Camry pomiędzy 1996 a 2001 rokiem to wycieki oleju spod uszczelniaczy wałków rozrządu i uszczelniacza wału korbowego. Wycieki pojawiają się również przy skrzyni biegów. Silnik 2.2 znany jest dodatkowo z częstych awarii zaworu w systemie recyrkulacji spalin. Silniki V6 cierpią i są z kolei podatne na tzw. żelowanie oleju. Inna nazwa problemu brzmiała „szlam silnikowy”. W związku z tym problemem w Stanach Zjednoczonych otworzono publiczny pozew zbiorowy przeciwko koncernowi Toyota. Dla żywotności tych silników bardzo ważne jest fakt, aby wymiana oleju odbywała się regularnie przy standardowych instrukcyjnych interwałach. Problem występował we wszystkich modelach korzystających z tych silników (4 i 6 cylindrowych) między 1997-2002. Modelami tymi były:
• 1997-1999 R4 Toyota Celica

• 1997-2001 R4 Toyota Camry

• 1999-2001 R4 Toyota Solara
• 1997-2002 V6 Toyota Camry

• 1997-2002 V6 Toyota Avalon

• 1997-2002 V6 Lexus ES300

• 1998-2002 V6 Toyota Sienna

• 1999-2002 V6 Toyota Solara

• 1999-2002 V6 Lexus RX300

• 2001-2002 V6 Toyota Highlander
W pokrewnej sprawie z 2007 r. Toyota uregulowała pozew zbiorowy, który obejmował około 2,5 miliona pojazdów Toyoty i Lexusa wyprodukowanych w latach 1997–2002. W tym przypadku Toyota zgodziła się na naprawę silników z nagromadzonym osadem przez okres do ośmiu lat od czas zakupu nowego auta, chociaż Toyota stanowczo utrzymywała, że wszelkie problemy związane z problemem „żelowania się oleju” można przypisać nadużyciom właścicieli lub złym nawykom w zakresie konserwacji, to jednak ustanowiła ona mechanizm zwrotu kosztów skarżącym. We wniosku ugoda obejmowała zwrot kosztów w szczególności tym osobom, musiały zapłacić już za naprawę szkód powstałych w wyniku tego typu osadów. Jednak zadbane egzemplarze, które były serwisowane na bieżąco w autoryzowanych serwisach marki w połączeniu z częstą wymianą oleju w silniku V6 sporadycznie cierpią na tego typu objawy.

## Facelifting
Modele Camry przeszły facelifting w 2000 roku. Silnik V6 rozwijał symbolicznie mniejszą moc, Optycznie różniły się przednimi reflektorami – w miejsce szklanych w starszych modelach zastosowano wykonane już z plastiku. Przednie, jak i tylne lampy w modelach z lat 1996–1999 były węższe. Po zmianach w 2000 roku tylne lampy, jak i przednie reflektory po metamorfozie jaką przeszły stały się większe i szersze. W tylnych lampach tak jak w starszych modelach zastosowano dodatkowe światło cofania, warte odnotowania jest też fakt, że tylne światło cofania w wersjach europejskich było pojedyncze, a w wersjach amerykańskich i australijskich zawsze podwójne. Wersja europejska miała pojedyncze tylne światło cofania z prawej strony a wersja brytyjska po lewej stronie. We wnętrzu nie zmieniło się za wiele, a sam kokpit praktycznie pozostał bez zmian.

### Wyposażenie
Modele Camry w palecie Toyoty były zawsze dość dobrze wyposażone. Wspomaganie kierownicy, ABS, centralny zamek, czy manualna klimatyzacja, to w wyposażeniu często oferowała Camry w standardzie. Wersje z czterema cylindrami miały z reguły manualną skrzynie, także klimatyzacja była często manualna, brakowało innego wyposażenia podnoszącego komfort w czasie jazdy. Wersje 6 cylindrowe było wyposażone dodatkowo w szyberdach, klimatyzację automatyczną, lepsze stereo i radioodtwarzacz kompaktowy, podgrzewane przednie fotele, lecz bez możliwościach regulacji jeśli chodzi o ich temperaturę – uruchamiało się je przyciskiem w którym był jeden tryb włączenia lub dezaktywacji tego dodatku. W modelach po faceliftingu oferowano także składanie i podgrzewanie lusterek, kontrole trakcji (osobny piktogram na oprzyrządowaniu deski) i bardziej rozbudowany alarm zabezpieczający auto. Auto ponadto wyposażono w 3-punktowe przednie pasy naramienne z regulowanymi zaczepami, 3-punktowe tylne zaburtowe środkowe pasy naramienne, przycisk do zabezpieczenie tylnych drzwi przed przypadkowym otwarciem przed dzieci, składaną kolumnę kierownicy, aktywne strefy zgniotu, wzmocnienia drzwi w postaci belek i poduszkę powietrzną dla kierowcy i pasażera z przodu. Tylna kanapa co jest niecodziennie w segmencie sedanów z tamtych lat, była rozkładana w celu przewiezienia dłuższych przedmiotów.
|                                                                                      |                                                                                        |                                                                                        |                                                                                          |                                                                                          |                                                                                            |
| Wersja                                                                               | Camry 2.2i GL                                                                          | Camry 2.2i GL                                                                          | Camry 3.0i GX                                                                            | Camry 3.0i GX                                                                            | Camry 3.0i GX TRD                                                                          |
| Okres produkcji (od-do)                                                              | od 08.1996 – 08.1999                                                                   | od 08.1999 – 09.2001                                                                   | od 08.1996 – 08.1999                                                                     | od 08.1999 – 09.2001                                                                     | od 10.1996 – 08.1999                                                                       |
| Kod nadwozia                                                                         | XV20                                                                                   | XV20 / * GF-SXV25 (Four)                                                               | XV20                                                                                     | XV20                                                                                     | XV20                                                                                       |
| Kod modelu                                                                           | SXV20                                                                                  | SXV20                                                                                  | MCV20                                                                                    | MCV20                                                                                    | MCV20                                                                                      |
| Silnik                                                                               | R4/16v, DOHC, 4 zaworowy.                                                              | R4/16v, DOHC, 4 zaworowy.                                                              | V6/24v, 60°, DOHC, 4 zaworowy                                                            | V6/24v, 60°, DOHC, 4 zaworowy                                                            | V6/24v, 60°, DOHC, 4 zaworowy                                                              |
| Rodzaj sinika                                                                        | Toyota 5S-FE, benzynowy                                                                | Toyota 5S-FE, benzynowy                                                                | Toyota 1MZ-FE, benzynowy                                                                 | Toyota 1MZ-FE, benzynowy                                                                 | Toyota 1MZ-FE, benzynowy, kompresor                                                        |
| Dodatkowe funkcje silnika                                                            |                                                                                        | VVT-i                                                                                  |                                                                                          | VVT-i                                                                                    |                                                                                            |
| Doładowanie                                                                          |                                                                                        |                                                                                        |                                                                                          |                                                                                          | TRD / Kompresor (1997-1999)                                                                |
| Pojemność skokowa (cm³)                                                              | 2164 cm³                                                                               | 2164 cm³                                                                               | 2995 cm³                                                                                 | 2995 cm³                                                                                 | 2995 cm³                                                                                   |
| Manualna Skrzynia biegów Automatyczna                                                | 5 biegowa Toyota S (S51)                                                               | 5 biegowa Toyota S (S51)                                                               | 5 biegowa Toyota E (E153)                                                                | 5 biegowa Toyota E (E153)                                                                | 5 biegowa Toyota E (E153)                                                                  |
| Manualna Skrzynia biegów Automatyczna                                                | 4 biegowa (Aisin-Warner A541E)                                                         |                                                                                        |                                                                                          |                                                                                          |                                                                                            |
| Napęd                                                                                | napęd na koła przednie                                                                 | napęd na koła przednie lub * 4x4                                                       | napęd na koła przednie                                                                   | napęd na koła przednie                                                                   | napęd na koła przednie                                                                     |
| Moc maksymalna silnika w kW                                                          | 96 kW @ 5200 rpm                                                                       | 103 kW @ 5600 rpm                                                                      | 140 kW @ 5200 rpm                                                                        | 137 kW @ 5200 rpm                                                                        | 182 kW @ 5400 rpm                                                                          |
| Moc maksymalna silnika w KM                                                          | 131 KM @ 5200 rpm                                                                      | 140 KM @ 5600 rpm                                                                      | 190 KM @ 5200 rpm                                                                        | 186 KM @ 5200 rpm                                                                        | 247 KM @ 5400 rpm                                                                          |
| Maksymalny moment obrotowy Nm                                                        | 196 Nm @ 4400 rpm                                                                      | 191 Nm @ 4400 rpm                                                                      | 283 Nm @ 4400 rpm                                                                        | 272 Nm @ 4400 rpm                                                                        | 328 Nm @ 4200 rpm                                                                          |
|                                                                                      |                                                                                        |                                                                                        |                                                                                          |                                                                                          |                                                                                            |
|                                                                                      | Prędkość maksymalna                                                                    |                                                                                        |                                                                                          |                                                                                          |                                                                                            |
| Skrzynia manualna Skrzynia automatyczna 4x4 (Four)                                   | 200 km/h                                                                               | 198 km/h                                                                               | 225 km/h                                                                                 | 223 km/h                                                                                 | b.d.                                                                                       |
| Skrzynia manualna Skrzynia automatyczna 4x4 (Four)                                   | 195 km/h                                                                               | 195 km/h                                                                               | 220 km/h                                                                                 | 220 km/h                                                                                 | b.d.                                                                                       |
| Skrzynia manualna Skrzynia automatyczna 4x4 (Four)                                   | * 190 km/h                                                                             |                                                                                        |                                                                                          |                                                                                          |                                                                                            |
|                                                                                      | Przyśpieszenie 0–100 km/h                                                              |                                                                                        |                                                                                          |                                                                                          |                                                                                            |
| Skrzynia manualna Skrzynia automatyczna                                              | 10.4 s                                                                                 | 10.5 s                                                                                 | 8.5 s                                                                                    | 8.5 s                                                                                    | b.d.                                                                                       |
| Skrzynia manualna Skrzynia automatyczna                                              | 11.7 s                                                                                 | 12.0 s / * 12.8 s                                                                      | 9.1 s                                                                                    | 9.1 s                                                                                    | b.d.                                                                                       |
|                                                                                      | Zużycie paliwa                                                                         |                                                                                        |                                                                                          |                                                                                          |                                                                                            |
| Zużycia paliwa w trasie Zużycie paliwa na 100 km (l) Zużycie paliwa w cyklu miejskim | przy prędkości: 90 km/h – 6,9 l –– 7.2 l (aut.) średnie zużycie: 8,8 l –– 8,9 l (aut.) | przy prędkości: 90 km/h – 6,9 l –– 7.2 l (aut.) średnie zużycie: 8,8 l –– 8,9 l (aut.) | przy prędkości: 90 km/h – 8,5 l –– 8.7 l (aut.) średnie zużycie: 11,6 l –– 11,9 l (aut.) | przy prędkości: 90 km/h – 8,5 l –– 8.7 l (aut.) średnie zużycie: 11,6 l –– 11,9 l (aut.) | przy prędkości: 90 km/h – b.d. l –– b.d. l (aut.) średnie zużycie: b.d. l –– b.d. l (aut.) |
| Zużycia paliwa w trasie Zużycie paliwa na 100 km (l) Zużycie paliwa w cyklu miejskim | 12,2 l –– 12,5 l (aut.)                                                                | 12,2 l –– 12,5 l (aut.)                                                                | 15,2 l –– 16,2 l (aut.)                                                                  | 15,2 l –– 16,2 l (aut.)                                                                  | b.d. l(aut.)                                                                               |
|                                                                                      |                                                                                        |                                                                                        |                                                                                          |                                                                                          |                                                                                            |
|                                                                                      | Nadwozie –– Waga pojazdu                                                               |                                                                                        |                                                                                          |                                                                                          |                                                                                            |
| Typ nadwozia                                                                         | Sedan / Kombi                                                                          | Sedan / Kombi                                                                          | Sedan / Kombi                                                                            | Sedan / Kombi                                                                            | Sedan / Kombi                                                                              |
| Współczynnik oporu powietrza (c∂)                                                    | 0.31                                                                                   | 0.31                                                                                   | 0.31                                                                                     | 0.31                                                                                     | 0.31                                                                                       |
| Wymiary nadwozia (mm)                                                                | (Długość) 4765 mm –– (Szerokość) 1785 mm –– (Wysokość) 1430 mm                         | (Długość) 4765 mm –– (Szerokość) 1785 mm –– (Wysokość) 1430 mm                         | (Długość) 4765 mm –– (Szerokość) 1785 mm –– (Wysokość) 1430 mm                           | (Długość) 4765 mm –– (Szerokość) 1785 mm –– (Wysokość) 1430 mm                           | (Długość) 4765 mm –– (Szerokość) 1785 mm –– (Wysokość) 1430 mm                             |
| Rozstaw osi (mm)                                                                     | 2670 mm                                                                                | 2670 mm                                                                                | 2670 mm                                                                                  | 2670 mm                                                                                  | 2670 mm                                                                                    |
| Waga pojazdu (kg)                                                                    | 1385 kg                                                                                | 1400 kg –– 1510 kg (Four)                                                              | 1445 kg                                                                                  | 1450 kg                                                                                  | 1465 kg                                                                                    |
| Pojemność zbiornika paliwa (l)                                                       | 70 l                                                                                   | 65 l                                                                                   | 70 l                                                                                     | 70 l                                                                                     | 70 l                                                                                       |
| Pojemność bagażnika (l)                                                              | 518 dm³                                                                                | 518 dm³                                                                                | 518 dm³                                                                                  | 518 dm³                                                                                  | 518 dm³                                                                                    |
| Ogumienie seryjne (mm).                                                              | 195/70 R 14 90S                                                                        | 205/65 R 15 94H                                                                        | 205/65 R 15 94H                                                                          | 205/65 R 15 94H                                                                          | 205/65 R 15 94H                                                                            |
| Oznaczenie                                                                           | * wersja Four z przekładnią automatyczną                                               | * wersja Four z przekładnią automatyczną                                               | * wersja Four z przekładnią automatyczną                                                 | * wersja Four z przekładnią automatyczną                                                 | * wersja Four z przekładnią automatyczną                                                   |
|                                                                                      |                                                                                        |                                                                                        |                                                                                          |                                                                                          |                                                                                            |

## Camry 8. generacji (XV70; 2017–2024)

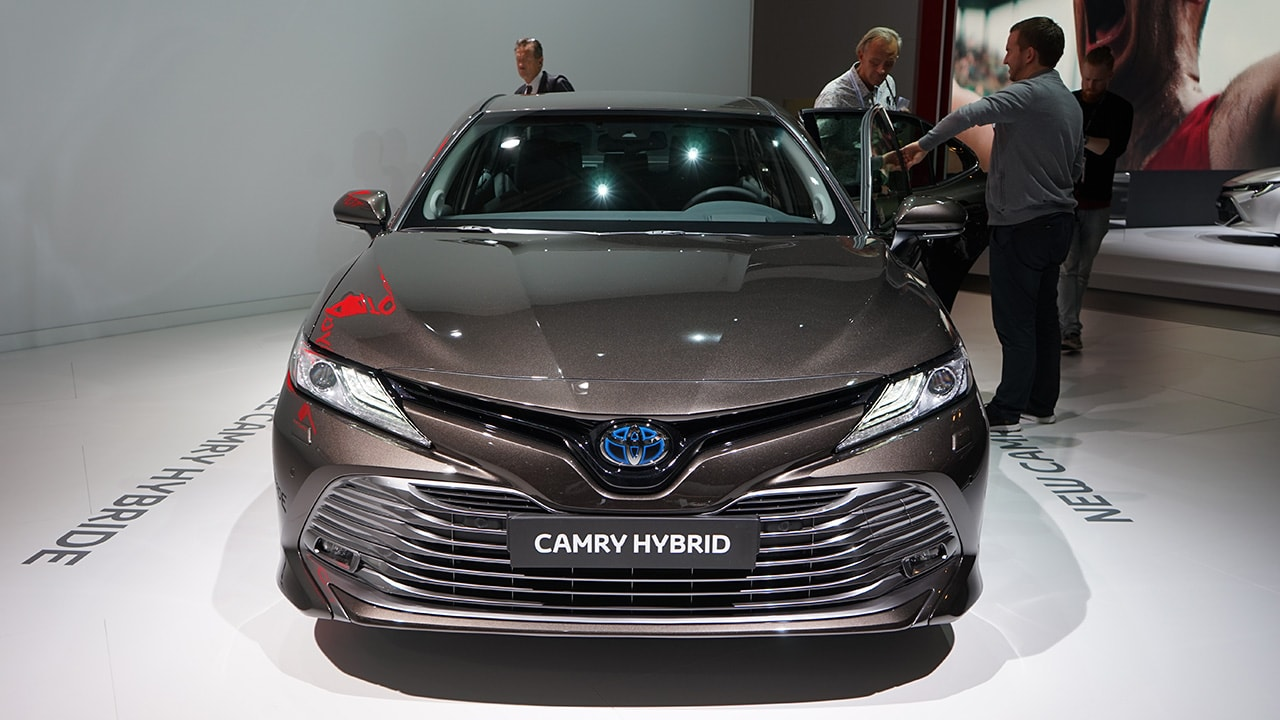
Toyota Camry w europejskiej specyfikacji przed faceliftingiem

Ósma generacja Toyoty Camry zadebiutowała na początku 2017 roku na North American International Auto Show w Detroit. Na rynku amerykańskim samochód wyposażono w benzynowe silniki 3.5 V6, 2.5 R4 oraz układ hybrydowy. W Europie jest dostępny tylko napęd hybrydowy.
Samochód zaprojektowano zupełnie od początku na modułowej platformie GA-K z serii TNGA, która pozwoliła na obniżenie środka ciężkości. Z tyłu auta zastosowano zawieszenie wielowahaczowe. Jest to bliźniaczy model względem Lexusa ES300, z którym dzieli napęd oraz płytę podłogową.
Napęd hybrydowy z silnikiem Dynamic Force 2,5 l o mocy 218 KM i z przekładnią planetarną e-CVT Sequential Shiftmatic, czyli z symulowanymi 6-biegami współpracuje z baterią niklowo-metalowo-wodorkową o pojemności 6,5 Ah. Silnik benzynowy ma moc 177 KM (131 kW). Otrzymał podwójny system zmiennych faz rozrządu Dual VVT-i – z VVT-iE po stronie dolotowej i VVT-i po stronie wydechowej. Silnik elektryczny ma moc 88 kW.
Ma elektryczne wspomaganie kierownicy. Zawieszenie przednie – kolumny MacPhersona, zawieszenie tylne – podwójne wahacze poprzeczne.
Przy przednich kołach zastosowano wentylowane tarcze o średnicy 328 mm i grubości 28 oraz pływające zaciski, natomiast z tyłu pełne tarcze 281x12 z pływającymi zaciskami.

### Camry 8. generacji w Europie
Europejska premiera Toyoty Camry miała miejsce 2 października 2018 na salonie samochodowym w Paryżu w 2018 roku. Na rynkach Europy Zachodniej i Środkowej jest oferowana wyłącznie z napędem hybrydowym. Model powrócił do Europy Zachodniej i Środkowej po 15 latach przerwy.
Toyota Camry jest wyposażona m.in. w pakiet systemów bezpieczeństwa czynnego Toyota Safety Sense z systemami PCS, ACC, LDA z SC, AHB i RSA, 10-calowy wyświetlacz HUD. System sterowania Human Machine Interface (HMI) integruje działanie 10-calowego kolorowego wyświetlacza Head-up Display, 7-calowego wyświetlacza między zegarami oraz 8-calowego ekranu dotykowego w konsoli środkowej z systemem multimedialnym Toyota Touch® 2 with Go z nawigacją. Dostępny był także opcjonalny 9-głośnikowy system audio JBL i automatyczna klimatyzacja z technologią Nano-e™.

### Facelifting 2021
W ramach faceliftingu dla rocznika 2021 Camry XV70 otrzymała odświeżoną stylistykę, odświeżone wnętrze z konsolą centralną z większym, 9-calowym ekranem dotykowym, nową wersję systemu multimedialnego z Apple CarPlay™ i Android Auto™ oraz pakiet systemów bezpieczeństwa Toyota Safety Sense w wersji 2.5 z nowymi systemami – PCS z funkcją wykrywania pieszych i rowerzystów, system zapobiegania zderzeniu czołowemu, wspomaganie kierownicy w razie ryzyka zderzenia oraz układ zapobiegania kolizjom na skrzyżowaniach (ITA).

### Camry 8. generacji w Polsce
2 października 2018, w dniu europejskiej premiery Camry na targach w Paryżu, w Polsce rozpoczęła się przedsprzedaż nowego modelu, połączona z cyklem pokazów w salonach Toyoty. Produkcja egzemplarzy na polski rynek rozpoczęła się w lutym 2019, a sprzedaż w Polsce w drugim kwartale 2019 roku.
Sprzedaż Camry po faceliftingu w Polsce rozpoczęła się w połowie 2021 roku.
| Nazwa kodowa | Rok       | Śr. cylindra | Skok tłoka | Kompresja | Pojemność | Moc                       | Moment obrotowy        | Notatki                                                    |
| ------------ | --------- | ------------ | ---------- | --------- | --------- | ------------------------- | ---------------------- | ---------------------------------------------------------- |
| 5S-FE        | 1990-92   | 87,1 mm      | 90,9 mm    | 9,5:1     | 2162 cm³  | 130 KM (97 kW)@5400 obr.  | 145 (196 Nm)@4400 obr. | Celica ST184 (5. gen.) Australia, MR2 (SW21), Toyota Camry |
| 5S-FE        | 1993-2001 | 87,1 mm      | 90,9 mm    | 9,5:1     | 2162 cm³  | 135 KM (101 kW)@5400 obr. | 145 (196 Nm)@4400 obr. | Celica ST204 (6. gen.) Australia, Toyota Camry             |
| 5S-FE        | 1997-1999 | b\d          | b\d        | b\d       | b\d       | 133 KM @5200 obr.         | 147 @ 4400 obr.        | Camry (4. gen.) głównie zmiany w stylistyce nadwozia       |
| 5S-FE        | 2000-2001 | 87,0mm       | 91,0mm     | 9,5:1     | 2164 cm³  | 136 KM @5200 obr          | 150 @4400 obr.         | Camry (4. gen.) głównie zmiany w stylistyce nadwozia       |

## Camry 9. generacji (XV80; od 2024)

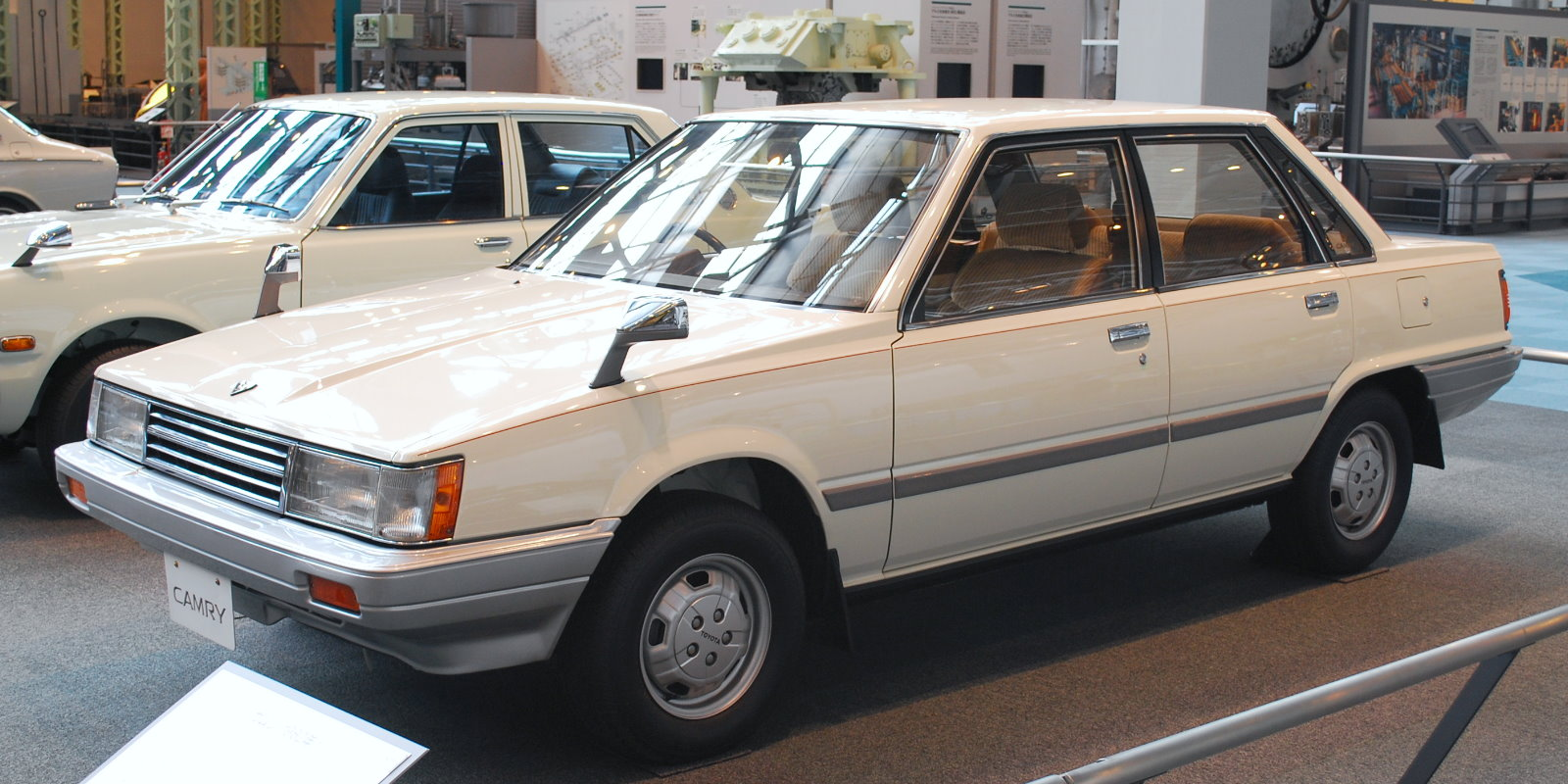
Pierwsza generacja (1982-1986)
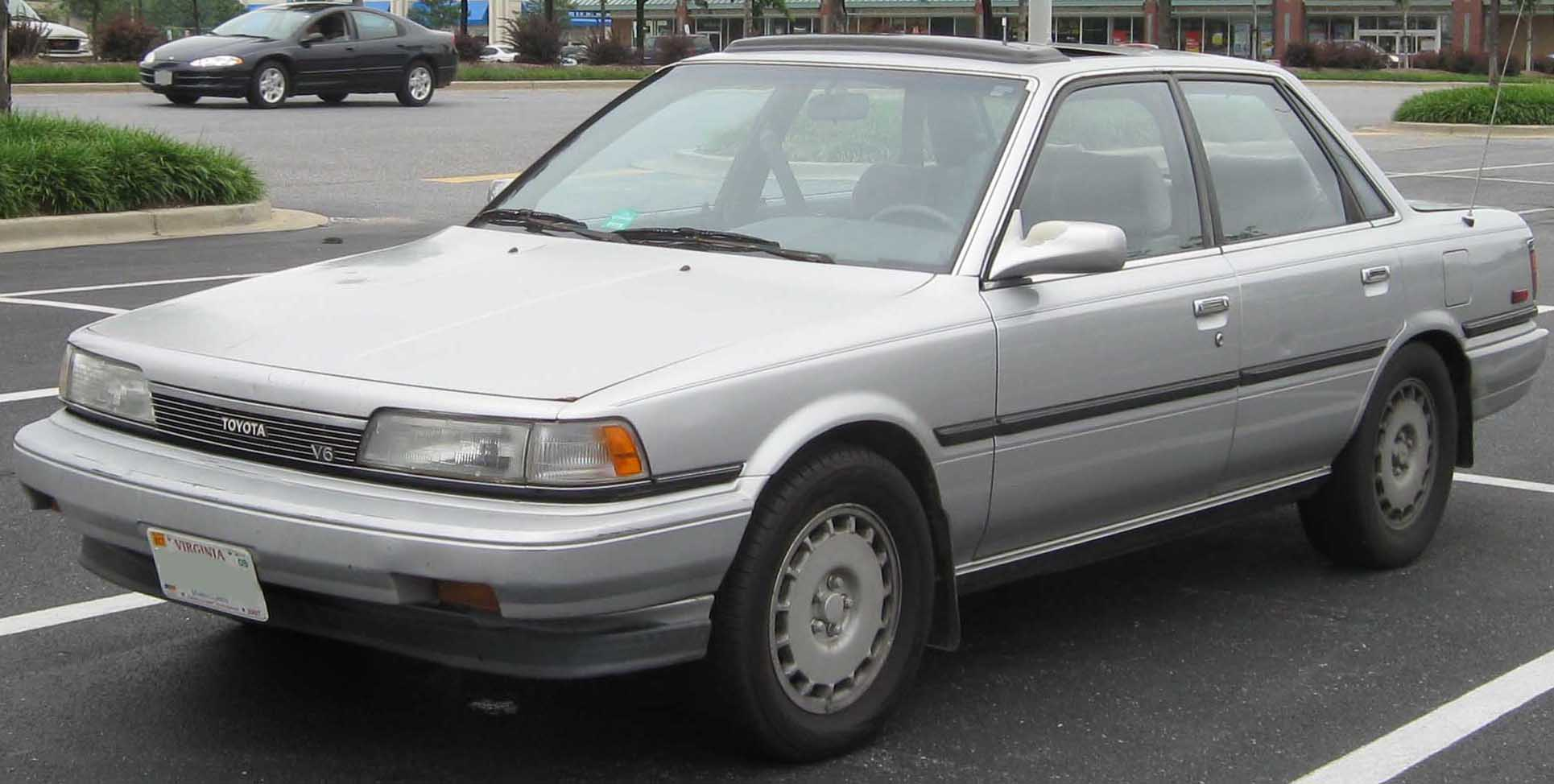
Druga generacja (1987-1991)
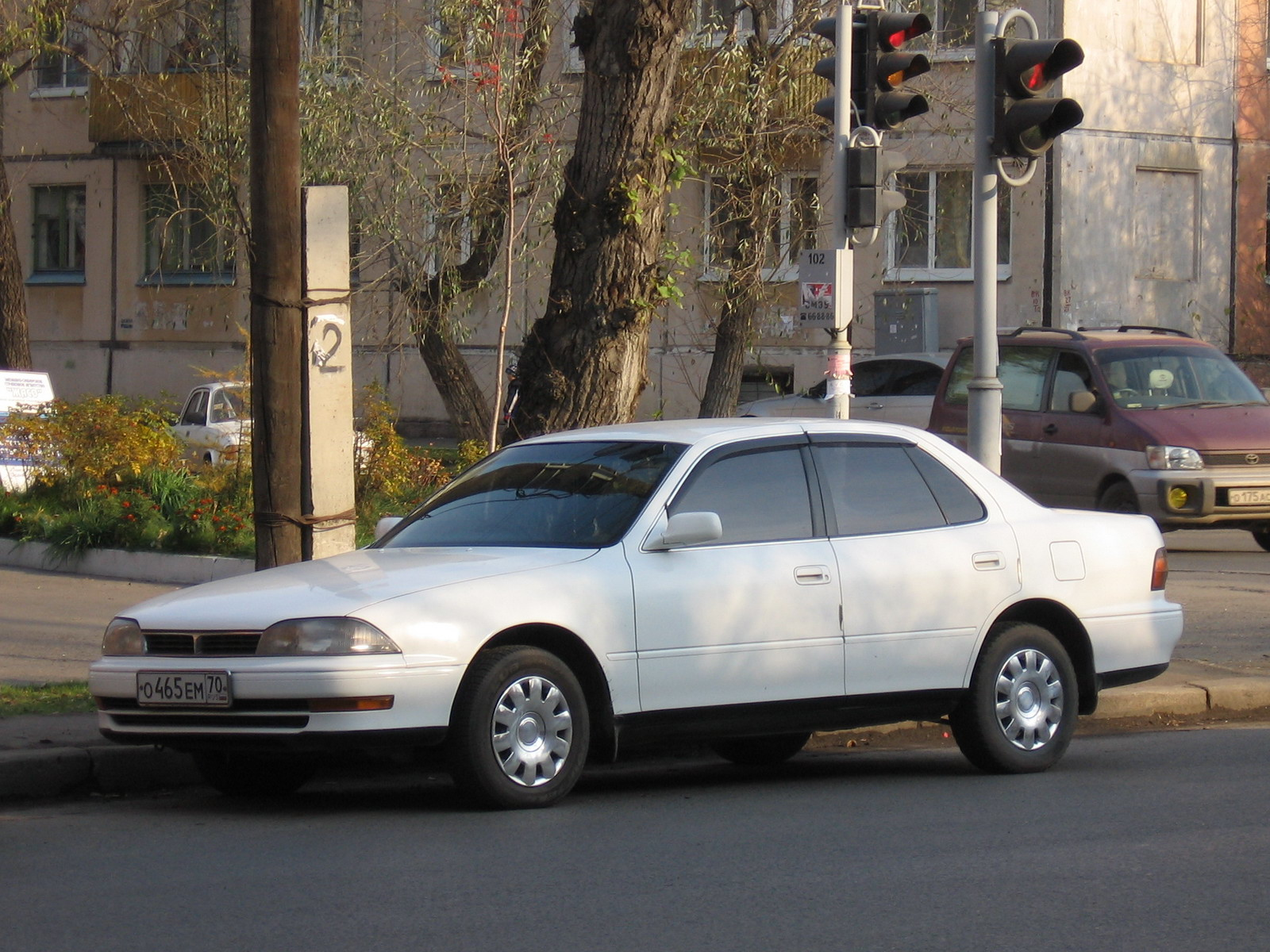
Trzecia generacja (tylko Japonia) (1990-1994)
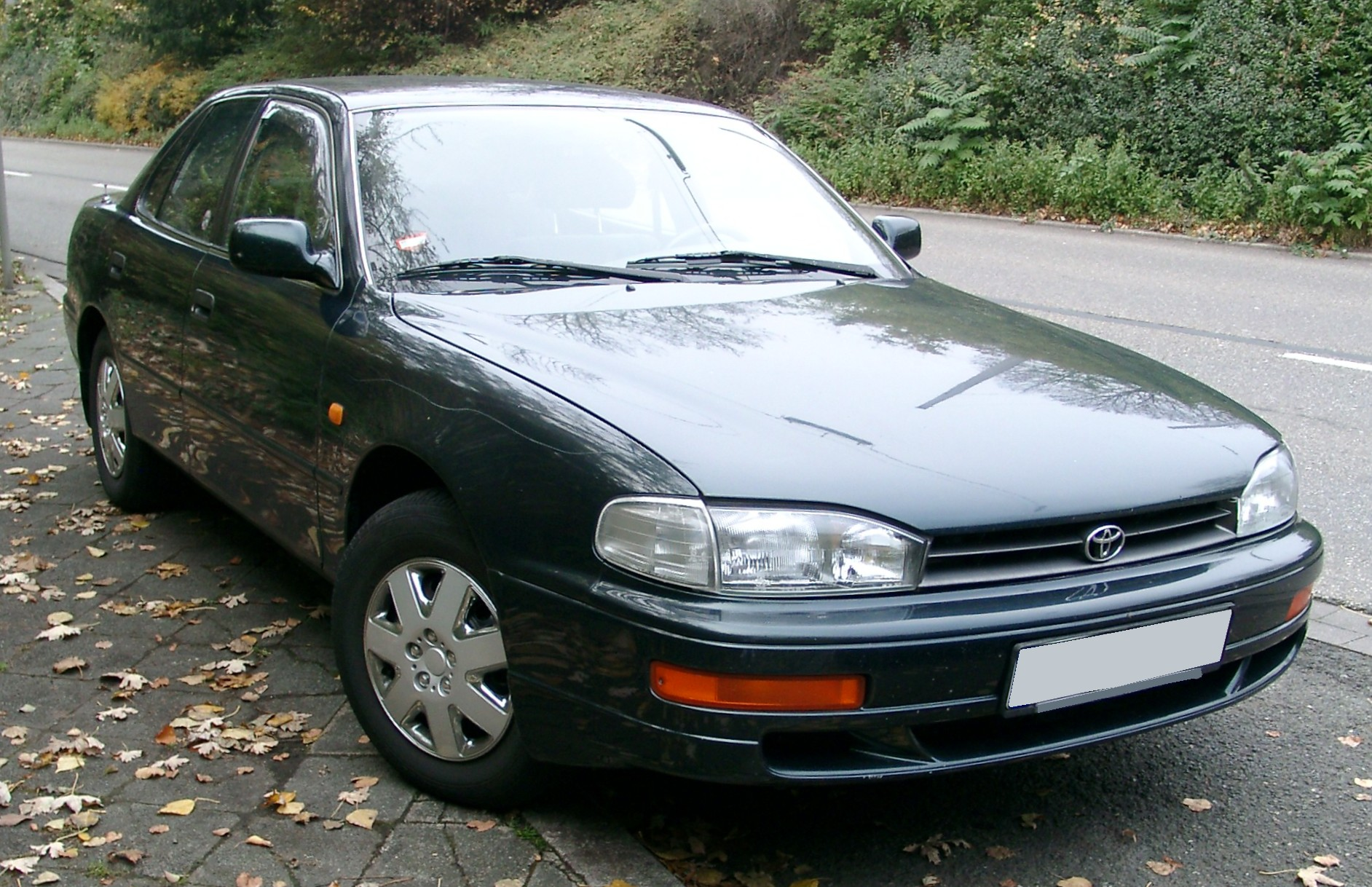
Trzecia generacja (1992-1996)
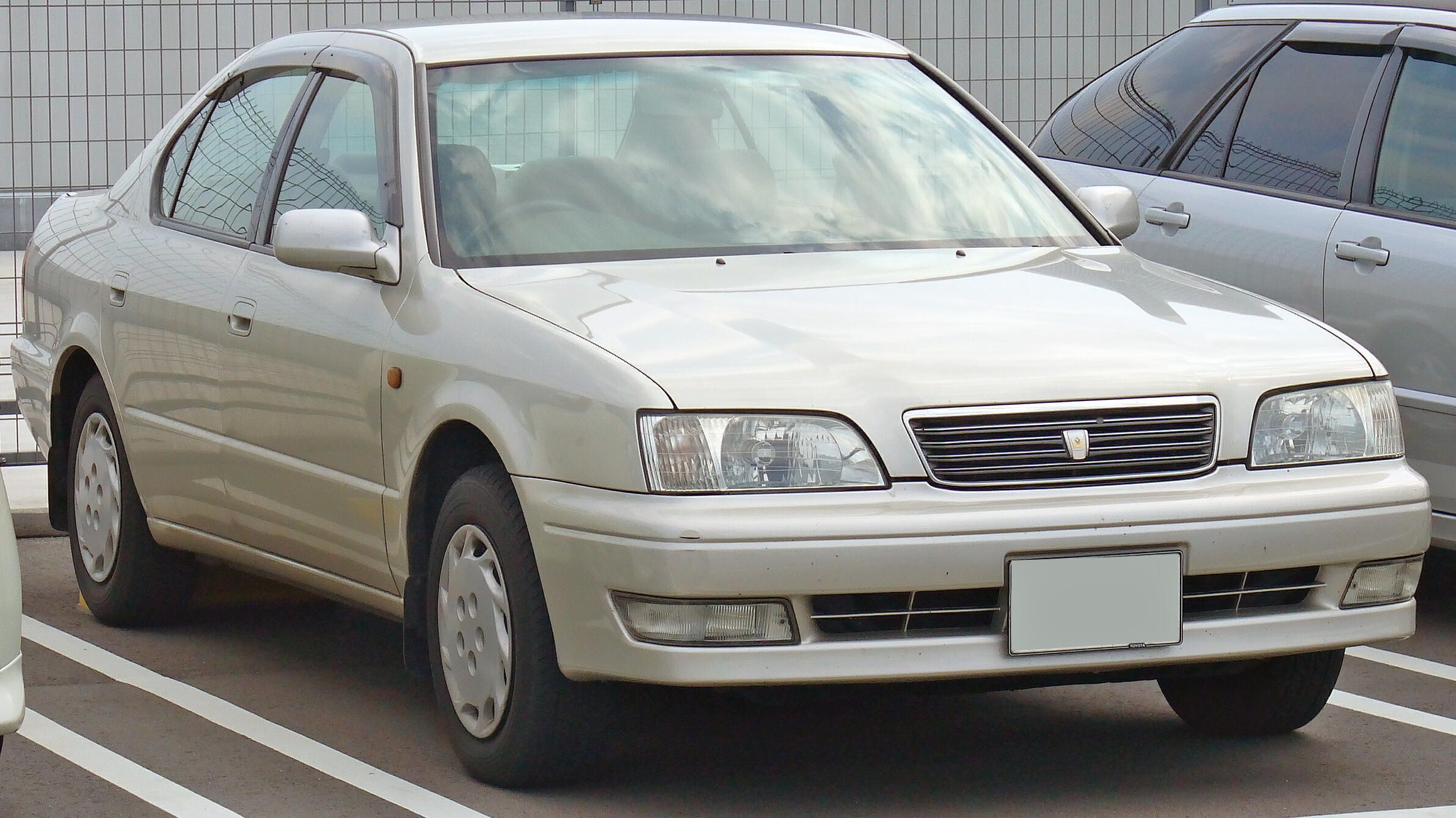
Czwarta generacja (tylko Japonia) (1994-1998)
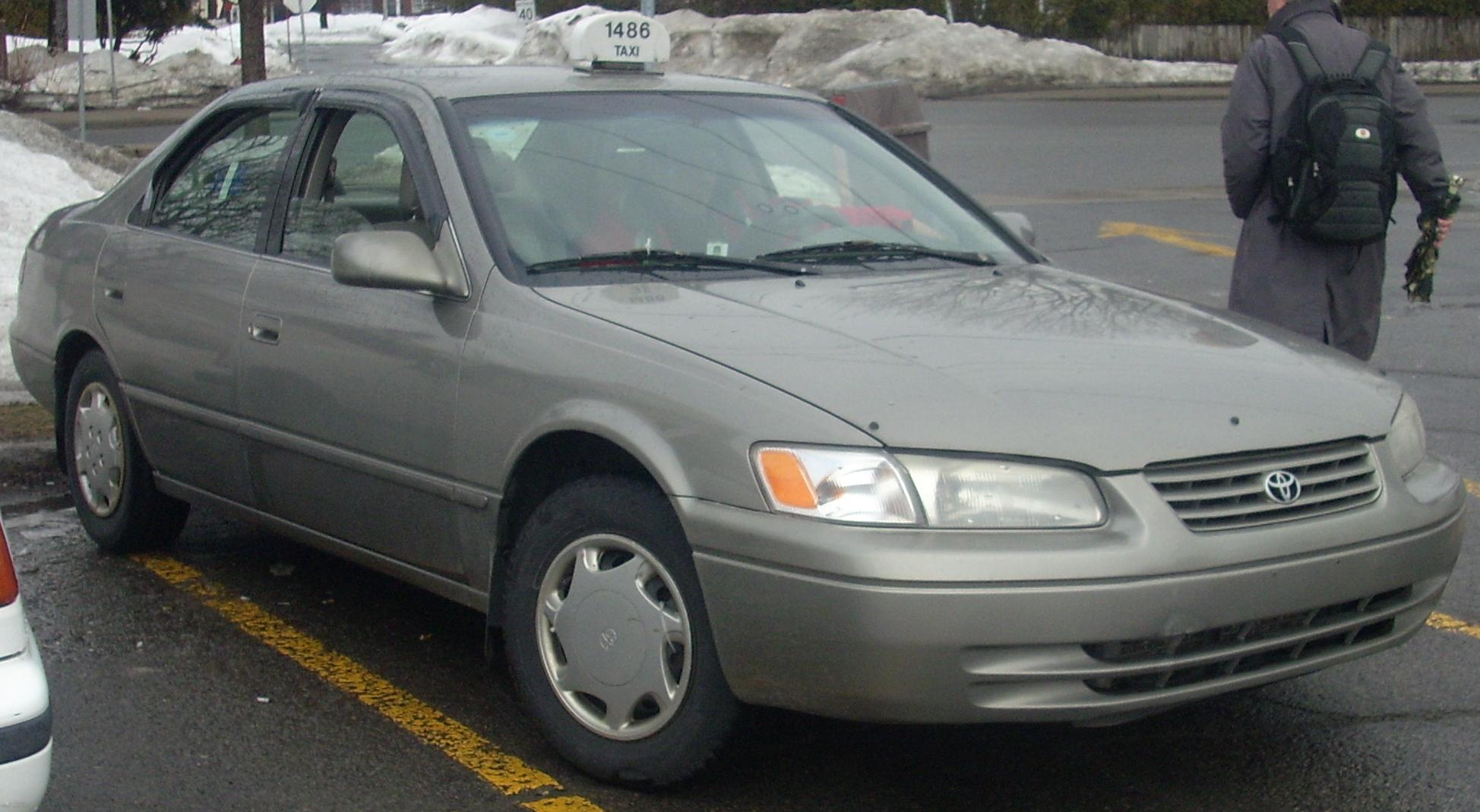
Piąta generacja (1996-2001)
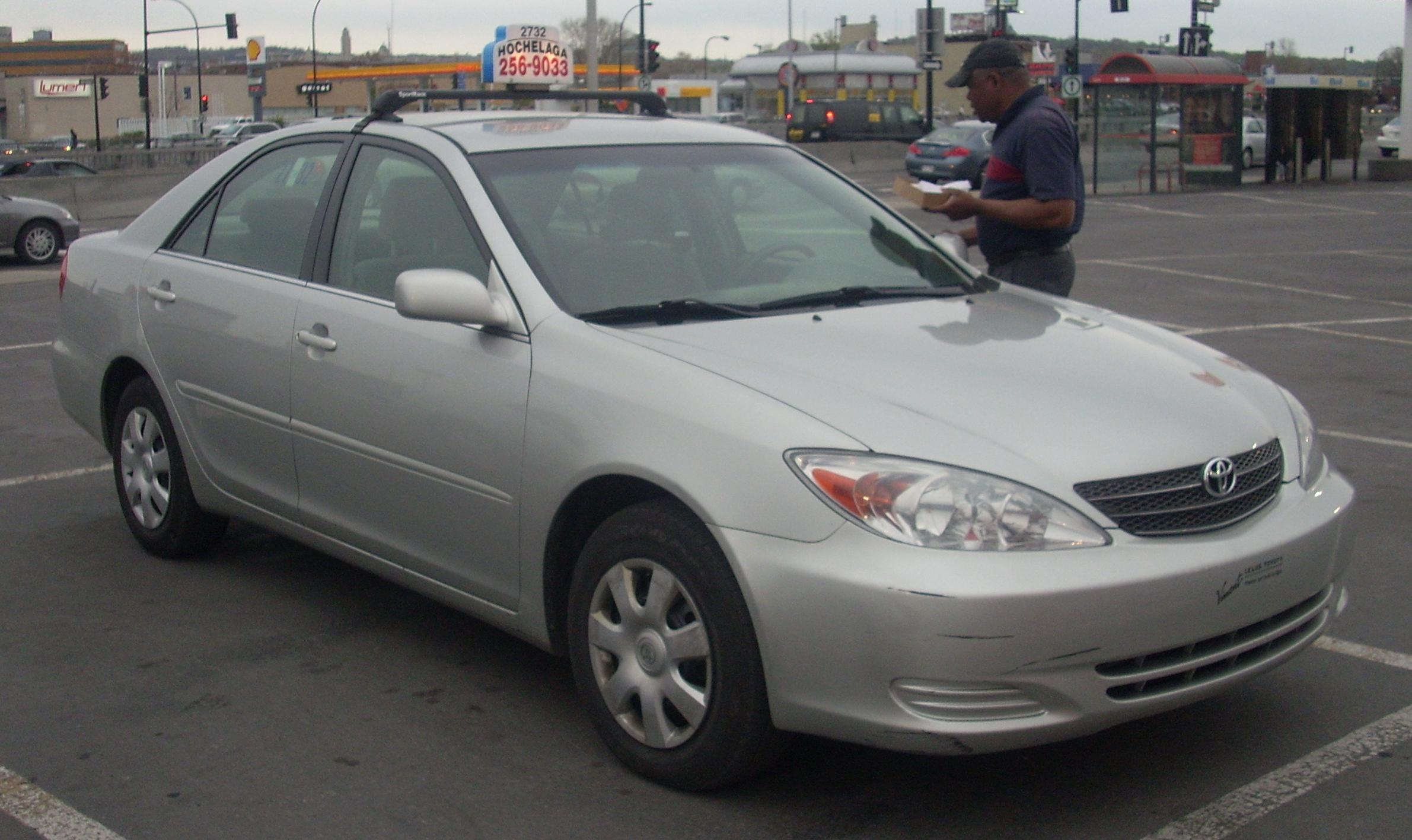
Szósta generacja (2001-2006)
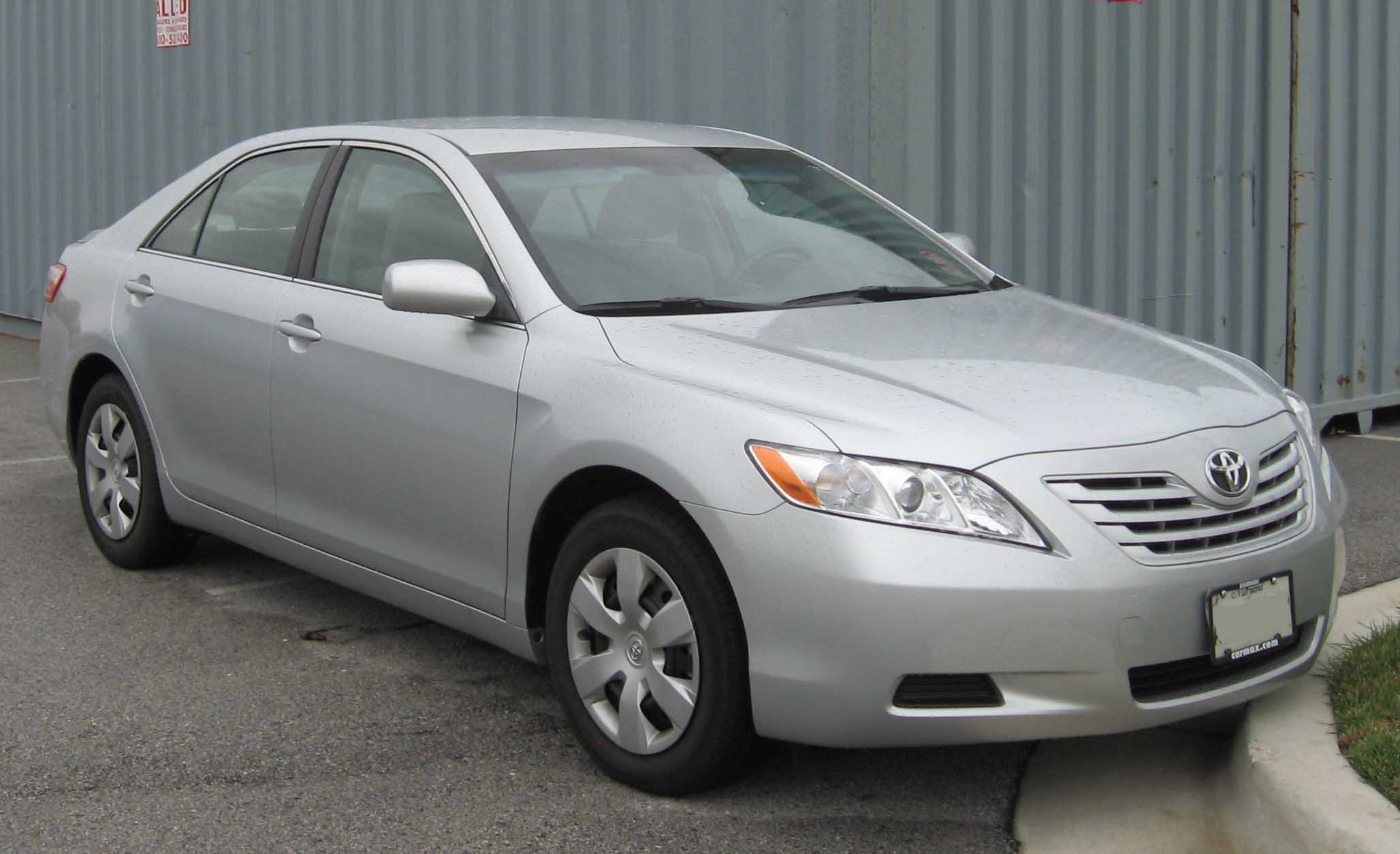
Siódma generacja (2006- 2011)
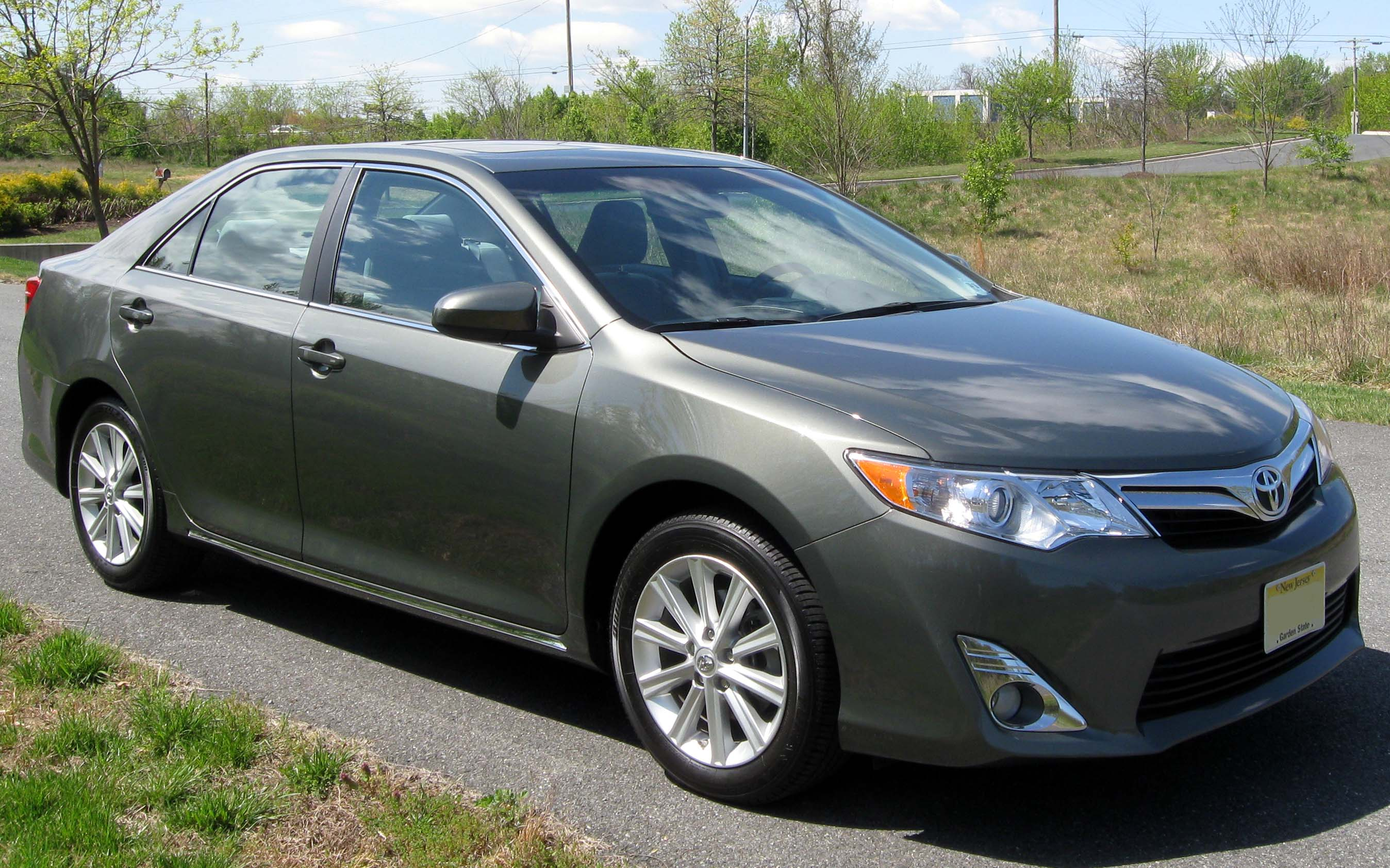
Ósma generacja (2011-2019)
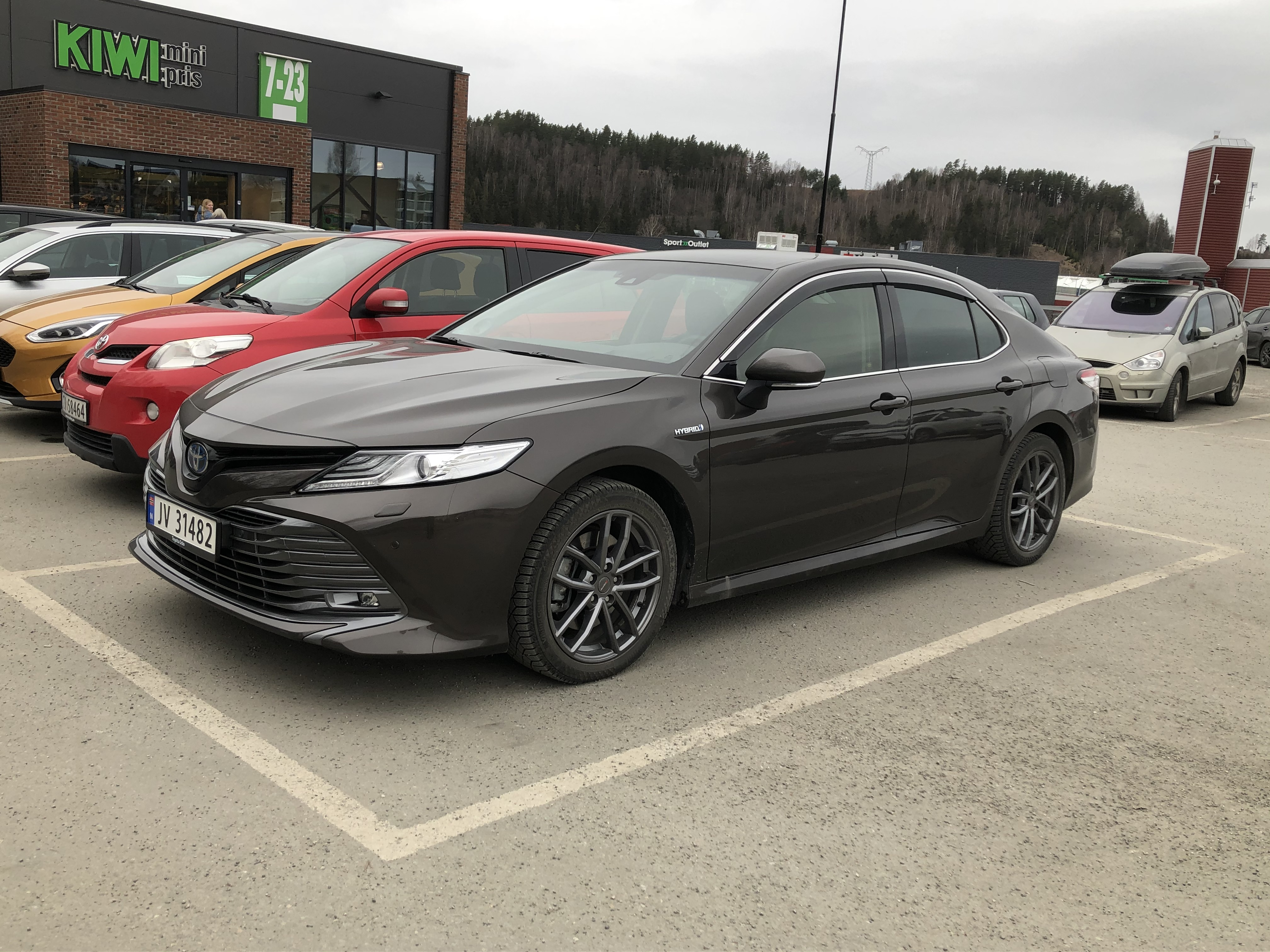
Dziewiąta generacja (2017-2024)
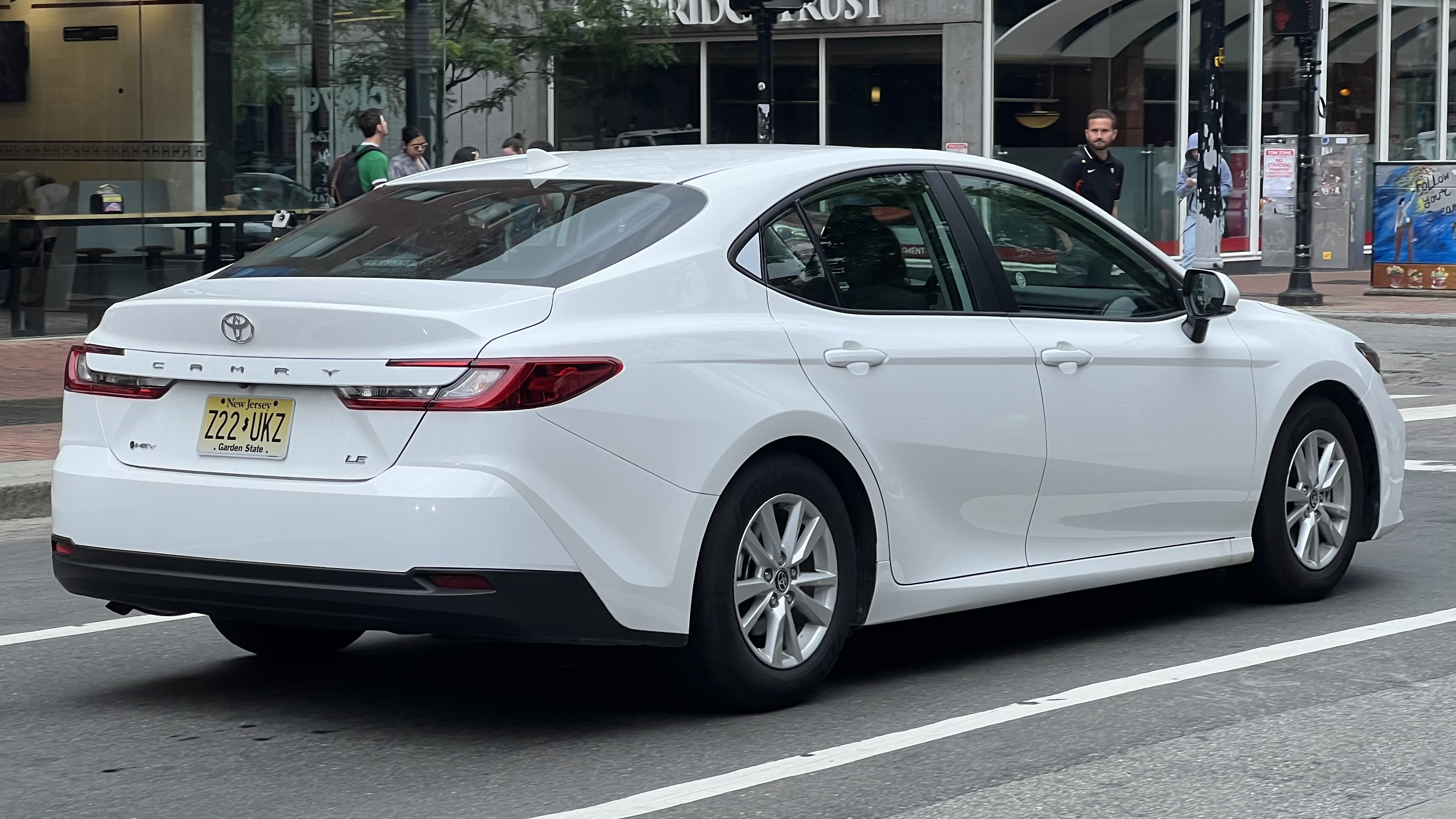
Dziesiąta generacja (od 2024)